# Lusciano
Lusciano ist eine italienische Gemeinde (comune) mit 16.239 Einwohnern (Stand 31. Dezember 2023) in der Provinz Caserta in Kampanien. Die Gemeinde liegt etwa 14 Kilometer nordnordwestlich von Neapel und etwa 17 Kilometer südwestlich von Caserta. Lusciano grenzt an die Metropolitanstadt Neapel.
In der Zeit des Faschismus in Italien war Lusciano Teil der Gemeinde Aversa (1929–1946). Der frühere Ortsteil Ducenta ist mittlerweile zur Gemeinde Trentola-Ducenta geworden.

## Verkehr
Lusciano liegt an der Strada Statale 265, die hier in die Strada Provinciale 335 übergeht. Der frühere Bahnhof an der Bahnlinie von Neapel nach Capua ist mittlerweile geschlossen.